# Juan Carlos de Aréizaga
Juan Carlos de Aréizaga (17 de enero de 1756-18 de marzo de 1820) fue un militar español que luchó en la Guerra de la Independencia Española, llegando a ser general. Fue Barón de Aréizaga.
A principios de 1808 era un coronel retirado, residente en Pamplona, donde se hizo amigo del joven Francisco Xavier Mina. Ya estallada la Guerra de la Independencia, organiza con Mina expediciones a los Pirineos para obtener información de las fuerzas francesas (octubre de 1808). Poco después se trasladó a Zaragoza, en donde pasaría a prestar servicio como comandante de división en el Ejército de la Derecha de Joaquín Blake (1809). Participó en la batalla de Alcañiz (mayo de 1809).
El 19 de noviembre de 1809 asumió el mando del nuevo Ejército de La Mancha, formado por unos 50 000 hombres, en sustitución de Cuesta y su Ejército de Extremadura. Con dicha unidad sufrió una derrota decisiva en la batalla de Ocaña. Según testigos, «en Ocaña y subido en un campanario miraba por un catalejo, el ejército francés mandado por el mariscal Victor se desplegaba en formación de guerra y se colocaba en los lugares más estratégicos. Los oficiales españoles esperaban órdenes, y al bueno de Aréizaga solo se le ocurrió decir: ¡Buena la que se va a armar, pero buena, buena, buena!». 
A finales de 1809 se le encarga la defensa de los pasos de Andalucía. Expulsado de los puertos de montaña de los alrededores de Bailén, no pudo impedir que los franceses invadieran Andalucía, y la mayor parte de las fuerzas que le quedaban fueron dispersadas en Jaén (enero de 1810). El general Freire tomó entonces el mando de sus tropas en febrero de 1810.
Todas las opiniones sobre él son muy desfavorables. Galdós dice de él que era un «hombre nulo en el arte de la guerra y en cuya cabeza no cabían tres docenas de hombres».
- Datos: Q3187624